# Klimkowa Przełęcz
Klimkowa Przełęcz (słow. Bachledova štrbina, niem. Bachledascharte, węg. Bachleda-rés) – przełęcz między Durnym Szczytem a Poślednią Turnią (dokładnie Durną Turniczką) w słowackich Tatrach Wysokich. Znajduje się bezpośrednio pod kopułą szczytową Durnego Szczytu. Leży w bocznej grani Tatr Wysokich (odchodzącej od Wyżniego Baraniego Zwornika).
Na południe z przełęczy opada długi Klimkowy Żleb. Nie prowadzą na nią żadne szlaki turystyczne, natomiast najdogodniejsze drogi dla taterników wiodą z Doliny Pięciu Stawów Spiskich Klimkowym Żlebem lub sąsiednią Durną Granią.
Nazwa Klimkowej Przełęczy upamiętnia słynnego przewodnika tatrzańskiego Klimka Bachledę. Została ona zaproponowana już w 1901 r. przez węgierskiego taternika Károlya Jordána (jako Bachleda-rés).

## Historia
Pierwsze turystyczne wejścia na przełęcz:
- Jan Fischer, Michał Siedlecki, przewodnik Klemens Bachleda i tragarz Józef Gąsienica Gładczan, 24 sierpnia 1893 r. – letnie,
- Wanda Czarnocka i Adam Karpiński, 27 grudnia 1924 r. – zimowe.